# Antarctolineus scotti
Antarctolineus scotti är en djurart som tillhör fylumet slemmaskar, och som först beskrevs av Edward Baylis 1915.  Antarctolineus scotti ingår i släktet Antarctolineus och familjen Lineidae. Inga underarter finns listade i Catalogue of Life.